# 커우전하이
커우전하이(중국어: 寇振海, 병음: Kòu Zhènhǎi, 한자음: 구진해, 1954년 11월 3일 ~ )는 중국의 배우이다.

## 학력
- 베이징 영화 학원 (졸업)

## 출연작

### 드라마
- 2001년 CCTV-8 황금강당극장 《안개비연가》 - 육진화 역
- 2003년 CCTV-8 황금강당극장 《금분세가》 - 진취안 역
- 2005년 CCTV-8 황금강당극장 《마술기연》 - 차이페이훙 역
- 2013년 장쑤 위성 텔레비전 행복극장 《노해정구》 - 항국강 역
- 2013년 동방 위성 텔레비전 동방극장 《수당연의》 - 당 고조 역
- 2014년 후난위성텔레비전 금응독파극장 《궁쇄연성》 - 부찰장군 역
- 2015년 후난위성텔레비전 찬석독파극장 《대한정연지운중가》 - 곽광 역
- 2015년 저장 위성 텔레비전 중국람극장 《다시 사랑할 수 있을까》 - 임도원 역
- 2016년 후난위성텔레비전 금응독파극장 《마랄변형계》 - 천쓰칭 역
- 2017년 저장 위성 텔레비전 중국람극장 《화사화비화만천》 - 사마광종 역
- 2017년 동방 위성 텔레비전 동방극장 《일립홍진》 - 샤오카이 역
- 2018년 장쑤 위성 텔레비전 행복극장 《낭도》 - 롱랴오예 역
- 2019년 유쿠 웹드라마 《비처방청춘》- 통위시의 아버지 역
- 2019년 유쿠 웹드라마《청시아일쌍시방》 - 사예 역
- 2019년 아이치이 웹드라마 《검왕조》 - 연안 역
- 2021년 유쿠 웹드라마 《산하령》 - 황학 역
- 2021년 CCTV-1 제일특약극장 《청산불목》 - 두광루 역
- 2022년 아이치이 웹드라마 《청군》 - 라오예 역
- 2023년 CCTV-8 황금강당극장 《삼체 : 문명의 경계》 - 예저타이 역
- 2023년 후난위성텔레비전 금응독파극장 《이애위영》 - 스원광 역
- 2024년 유쿠 웹드라마 《촉금인가》- 조노태야 역